# Ecuación diferencial homogénea
Una ecuación diferencial puede ser homogénea en dos aspectos: cuando los coeficientes de los términos diferenciales en el caso del primer orden son funciones homogéneas de las variables; o para el caso lineal de cualquier orden cuando no existen los términos constantes.

## Tipo homogénea  ecuaciones diferenciales de primer orden
Una ecuación diferencial ordinaria de primer orden de la forma:
{\displaystyle M(x,y)\,dx+N(x,y)\,dy=0}
es del tipo homogénea si las funciones {\displaystyle M(x,y)} y {\displaystyle N(x,y)} son funciones homogéneas de mismo grado {\displaystyle n}. Esto es, multiplicando cada variable por un parámetro {\displaystyle \lambda }, se halla
{\displaystyle M(\lambda x,\lambda y)=\lambda ^{n}M(x,y)}      y      {\displaystyle N(\lambda x,\lambda y)=\lambda ^{n}N(x,y).}
Así, 
{\displaystyle {\frac {M(\lambda x,\lambda y)}{N(\lambda x,\lambda y)}}={\frac {M(x,y)}{N(x,y)}}\,.}

### Método de resolución
En el cociente
{\displaystyle {\frac {M(tx,ty)}{N(tx,ty)}}={\frac {M(x,y)}{N(x,y)}}}
haciendo {\displaystyle t=1/x} para simplificar esta ecuación para una función {\displaystyle f} de la variable simple {\displaystyle y/x}:
{\displaystyle {\frac {M(x,y)}{N(x,y)}}={\frac {M(tx,ty)}{N(tx,ty)}}={\frac {M(1,y/x)}{N(1,y/x)}}=f(y/x)\,.}
Se introduce el cambio de variables {\displaystyle y=ux}; diferenciando usando la regla del producto:
{\displaystyle {\frac {d(ux)}{dx}}=x{\frac {du}{dx}}+u{\frac {dx}{dx}}=x{\frac {du}{dx}}+u,}
así transformando la ecuación diferencial original en la forma separable
{\displaystyle x{\frac {du}{dx}}=-f(u)-u\,;}
esta forma puede ahora integrarse directamente (ver ecuación diferencial ordinaria).

### Caso especial
Una ecuación diferencial de primer orden de la forma (a, b, c, e, f, g son coeficientes constantes)
{\displaystyle (ax+by+c)dx+(ex+fy+g)dy=0\,}
donde af ≠ be
puede transformarse en un tipo homogéneo mediante una transformación lineal de ambas variables ({\displaystyle \alpha } y {\displaystyle \beta } son constantes):
{\displaystyle t=x+\alpha ;\,\,\,\,z=y+\beta \,.}￼
Ahora determinar dichas constantes de forma que los términos independientes sean nulos.

## Ecuaciones diferenciales lineales homogéneas
| Definición. Una ecuación diferencial lineal se dice que es homogénea si se satisface la siguiente condición: Si {\displaystyle \phi (x)} es una solución, también lo es {\displaystyle k\,\phi (x)}, donde {\displaystyle k} es una constante arbitraria no nula. Teniendo en cuenta esta condición, cada término en una ecuación diferencial lineal de la variable dependiente y, debe contener y o cualquier derivada de y. Una ecuación que no cumple con esta condición se denomina inhomogénea. |

Una ecuación diferencial lineal puede representarse con un operador lineal actuando sobre y(x) donde x es usualmente la variable independiente e y es la variable dependiente. Entonces, la forma general de una ecuación diferencial lineal homogénea es 
{\displaystyle L(y)=0\,}
{\displaystyle }donde L es un operador diferencial, una suma de las derivadas (definiendo como "derivada 0" a la función original, no derivada), cada una multiplicada por otra función  {\displaystyle f_{i}}  de x:
{\displaystyle L=\sum _{i=0}^{n}f_{i}(x){\frac {d^{i}}{dx^{i}}}\,,}
donde  {\displaystyle f_{i}}  pueden ser constantes, pero no todas las  {\displaystyle f_{i}}  pueden ser nulas.
Por ejemplo, la siguiente ecuación diferencial es homogénea:
{\displaystyle \sin(x){\frac {d^{2}y}{dx^{2}}}+4{\frac {dy}{dx}}+y=0\,,}
sin embargo las siguientes dos son inhomogéneas:
{\displaystyle 2x^{2}{\frac {d^{2}y}{dx^{2}}}+4x{\frac {dy}{dx}}+y=\cos(x)\,;}
{\displaystyle 2x^{2}{\frac {d^{2}y}{dx^{2}}}-3x{\frac {dy}{dx}}+y=2\,.}
La existencia de un término constante es una condición suficiente para que una ecuación sea inhomogénea, como el ejemplo anterior.

## Ecuaciones diferenciales homogéneas con coeficientes constantes de orden mayor o igual a dos
Son de especial relevancia este otro tipo de ecuaciones, en cuya versión más simplificada son de la forma :{\displaystyle ay^{\prime \prime }+by^{\prime }+cy=0}, donde los coeficientes son constantes con {\displaystyle a\neq 0}.
La solución de este tipo de ecuación es la combinación lineal de exponenciales cuyo argumento es el producto de la variable independiente con la que tiene dependencia la función, y la constante real, imaginaria o compleja {\displaystyle r} que soluciona el polinomio característico de la ecuación, esto es:
{\displaystyle y(x)=\sum _{i}a_{i}\mathrm {e} ^{rx}}
De forma explícita aplicado a una ecuación de segundo orden:
{\displaystyle ay^{\prime \prime }+by^{\prime }+cy=0\rightarrow \mathrm {e} ^{rt}(ar^{2}+br+c)=0} las soluciones serán {\displaystyle r_{1,2}={\frac {-b\pm {\sqrt {b^{2}-4ac}}}{2a}}}, de modo que se anule para todo {\displaystyle x} el término que acompaña la exponencial cumpliéndose la igualdad. De este modo, la solución viene dada por {\displaystyle y(x)=a\mathrm {e} ^{r_{1}x}+b\mathrm {e} ^{r_{2}x}}. Las constantes {\displaystyle a} y {\displaystyle b} quedan definidas en caso de darse tantas condiciones iniciales o de contorno como el grado de la ecuación, en este caso dos. Por ejemplo, dado que {\displaystyle y(0)=k} y {\displaystyle y^{\prime }(0)=k^{\prime }} las constantes se obtendrían resolviendo el sistema de ecuaciones:
{\displaystyle a{\cancelto {1}{\mathrm {e} ^{r_{1}0}}}+b{\cancelto {1}{\mathrm {e} ^{r_{2}0}}}=k}
{\displaystyle ar_{1}{\cancelto {1}{\mathrm {e} ^{r_{1}0}}}+br_{2}{\cancelto {1}{\mathrm {e} ^{r_{2}0}}}=k^{\prime }}